# Fort Defiance, Arizona
Fort Defiance (Tséhootsooí) selo Navaho Indijanaca i naseljeno područje za statističke svrhe u američkoj saveznoj državi Arizona. Nalazi se na području rezervata Navaho u okrugu Apache a osnovan je 1851 od strane američke vojske na na zemlji Navaho Indijanaca. Danas je u njemu nalazi jedna od pet agencija rezervata Navaho koje su u nadležno Ureda za Indijanske poslove.
Prema popisu stanovništva iz 2010. u njemu je živjelo 3,624 stanovnika.